# Виванти, Анна
Анна Виванти (итал. Annie Vivanti; 7 апреля 1866, Лондон — 20 февраля 1942, Турин) — итальянская писательница, писавшая на итальянском, английском и французском языках.
Дочь итальянского политического эмигранта, гарибальдийца Ансельмо Виванти (1827—1890) и немецкой еврейки Анны Линдау, писавшей стихи и приятельствовавшей с Карлом Марксом и его женой. Раннее детство провела в Англии, затем вернулась в Италию и жила в Болонье, занималась вокалом, выступала на оперной сцене, публиковала статьи об Италии в английских газетах. В юности была замечена маститым Джозуэ Кардуччи, с которым у юной поэтессы завязался роман. Кардуччи написал предисловие к дебютному сборнику стихотворений Виванти, вышедшему в 1890 году. Годом позже появился отчасти автобиографический роман «Шансонетка Марион» (итал. Marion, artista di caffè concerto) о судьбе юной служительницы искусства. В 1892 году вышла замуж и прервала литературную карьеру в Италии ради воспитания дочери. Многие годы жила в США, печатала сперва рассказы, а потом и романы по-английски.
В 1910 году вернулась на литературную сцену романом «Поглотители» (англ. The Devourers), написанном по-английски и год спустя переведённым самой Виванти на итальянский. Роман был основан на собственном опыте замужества и материнства; в частично автобиографическом рассказе Александра Грина герой говорит об этом романе: «женщина, написавшая о своём так беззаветно и честно, что книга кажется откровением». Затем последовали роман «Цирцея» (итал. Circe; 1912, также версия на французском языке под названием фр. Le roman de Marie Tarnowska), посвящённый судьбе «роковой женщины» Марии Тарновской, с которой Виванти имела возможность несколько раз побеседовать, посещая её в тюрьме, и драма «Захватчик» (итал. L'Invasore; 1915), шокировавшая публику своим сюжетом (героини пьесы — бельгийские женщины, изнасилованные немецкими солдатами во время Первой мировой войны). На протяжении 1910-20-х гг. Виванти выпустила ещё ряд книг, пользовавшихся заметной популярностью; в их числе не только романы, но и книги для детей, а также дневник путешествия по Египту «Земля Клеопатры» (итал. Terra di Cleopatra; 1925). Однако по мере становления в Италии фашистского режима её слава пошла на убыль, а в 1940-е гг. на её произведения, из-за еврейского происхождения автора, был наложен запрет, и писательница умерла в забвении.